# Batrisodes profundus
Batrisodes profundus är en skalbaggsart som beskrevs av Park 1956. Batrisodes profundus ingår i släktet Batrisodes och familjen kortvingar. Inga underarter finns listade i Catalogue of Life.